# Takatunturi
Takatunturi är en kulle i Finland.   Den ligger i den ekonomiska regionen  Östra Lapplands ekonomiska region  och landskapet Lappland, i den norra delen av landet, 800 km norr om huvudstaden Helsingfors. Toppen på Takatunturi är 460 meter över havet, eller 68 meter över den omgivande terrängen. Bredden vid basen är 2,8 km. Takatunturi ingår i Keppervaarat.
Terrängen runt Takatunturi är platt åt nordväst, men åt sydost är den kuperad. Trakten runt Takatunturi är nära nog obefolkad, med mindre än två invånare per kvadratkilometer. Det finns inga samhällen i närheten. 